# 康普頓鎮區 (明尼蘇達州奧特泰爾縣)
康普頓鎮區（英語：Compton Township）是位於美國明尼蘇達州奧特泰爾縣的一個行政鎮區。

## 歷史
康普頓鎮區於1875年設立。鎮區得名自早期定居者詹姆斯·康普頓（James Compton）。

## 地方資料
康普頓鎮區的面積為92.43平方千米，當中陸地面積為92.24平方千米，而水域面積為0.19平方千米。根據2020年美國人口普查的數據，當地共有人口798人，而人口密度為每平方千米8.63人。